# Centronia ruizii
Centronia ruizii är en tvåhjärtbladig växtart som beskrevs av Gustavo Lozano-Contreras. Centronia ruizii ingår i släktet Centronia och familjen Melastomataceae.
Artens utbredningsområde är Colombia. Inga underarter finns listade i Catalogue of Life.